# Traction compound

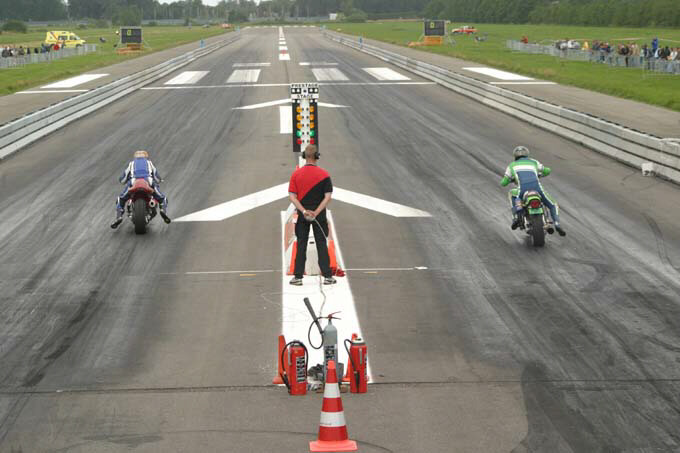
De startplaats van een dragrace is volgesmeerd met traction compound en rubber van de banden

Traction compound is een kleverige vloeistof die wordt gebruikt om de grip te verhogen bij dragrace en motorsprint. Meestal wordt hiervoor verdunde lijm gebruikt.
Bij motorsprint en dragrace is een goede grip bij de start uiterst belangrijk, omdat een run slechts maximaal 400 meter duurt. Een perfecte acceleratie is naast een perfecte start zeer belangrijk. Behalve het gebruik van traction compound wordt de bandengrip ook verhoogd door het uitvoeren van een burnout.